# Саратовка (Восточно-Казахстанская область)
Саратовка (каз. Саратовка) — село в Уланском районе Восточно-Казахстанской области Казахстана. Административный центр Саратовского сельского округа. Находится примерно в 24 км к северо-западу от районного центра, посёлка Касыма Кайсенова. Код КАТО — 636267100.

## Население
В 1999 году население села составляло 1125 человек (495 мужчин и 630 женщин). По данным переписи 2009 года, в селе проживало 1045 человек (501 мужчина и 544 женщины).